# Церковь Святого Ринальда (Дортмунд)
Церковь Святого Ринальда (Райнольда) (нем.  Reinoldikirche) — романская церковь в городе Дортмунде (федеральная земля Северный Рейн — Вестфалия). Церковь находится на улице Остенхелльвег (Ostenhellweg) в старом городе. Церковь Святого Ринальда образует градостроительный центр города и является символом города Дортмунд.

## История
Историки полагают, что первая церковь на пересечении Хелльвег (Hellweg) — главной средневековой дороги региона, соединяющей место впадения Рура в Рейн в Дуйсбурге и Тевтобургский Лес в окресnностях Падерборна, и дороги, ведущей из Кёльна в Бремен, была заложена еще в IX веке. Причем место для церкви было выбрано не случайно: при перевозке мощей Святого Ринальда из Кёльна в Дортмунд незапряженная тележка с мощами поехала сама собой и остановилась на том месте, где сейчас высится церковь Святого Ринальда. Но никаких фундаментов, подтверждающих это предположение, в ходе раскопок найдено не было.
Самые древние обнаруженные останки принадлежат церкви времен Саксонской династии. Эта церковь с поперечным нефом и полукруглой апсидой была разрушена во время военных беспорядков 1060 года. На её месте была сооружена новая церковь для того, чтобы в ней были размещены мощи Святого Ринальда, привезенные в Дортмунд в 1065 году. Эта церковь вновь была разрушена в 1113—1115 годах. Вновь отстроенная церковь погибла во время пожара 1232 года. Следы пожара были найдены в ходе археологических раскопок на северной стороне церкви.
В период между 1233 и 1235 годами начинается строительство новой церкви, которое было завершено к 1260 году. От этого здания в современной церкви сохранился поперечный неф. Современное здание — это позднероманское сооружение, воздвигнутое с 1250 по 1270 годы. Изначально церковь Святого Ринальда находилась в подчинении коллегии Святой Марии в Кёльне, но с 1421 года стала независимой.

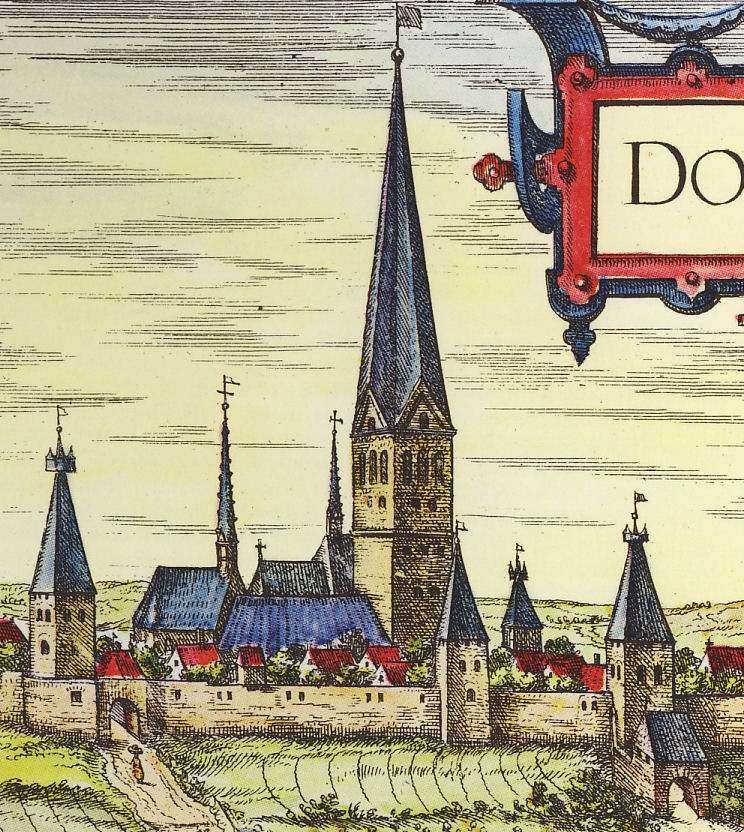
Церковь Святого Ринальда в XVI веке

К концу XIV века экономическое состояние свободного имперского города Дортмунд значительно улучшилось, вследствие этого значительно выросли пожертвования церквям и монастырям. С 1421 по 1450 год в церкви Святого Ринальда строят позднеготический хор и церковь приобретает современный вид. Колокольная башня церкви имела высоту 112 м и считалась «чудом Вестфалии». В 1520 году купол колокольни был наново покрыт медью, а его высота увеличилась еще на 7 метров. Эта колокольня обрушилась во время землетрясения 1661 года. К 1701 году восстановление колокольни было завершено, при этом она получила новый барочный капот.
Во время Первой мировой войны медная крыша и колокола церкви были переплавлены на вооружение. К 1926 году церковь была восстановлена, а в её северо-западной части была сооружена капелла памяти жертв войны. В ходе Второй мировой войны церковь сильно пострадала, а 6 октября 1944 года во время четвертого массированного налета союзнической авиации на Дортмунд, церковь была разрушена основательно, сохранились лишь руины боковых стен.
Для восстановления церкви Святого Ринальда был проведен сбор пожертвований, работы по восстановлению начались в 1950 году и продолжались 6 лет. Сегодняшняя высота колокольни составляет 104 метра. На вершине колокольни установлен флюгер из металла в виде орла — гербовой фигуры города Дортмунда. Ранее католическая приходская церковь после восстановления отдана общине Евангелической церкви Германии.
В начале июня 2008 года начались ремонтные работы колокольни, внешнего фасада и крыши. Бюджет ремонтных работ составляет 3,4 млн евро. Для обеспечения сохранности здания было создано общество спасения церкви Святого Ринальда. Расходы по техническому обслуживанию и ремонту церковного здания составляют примерно 100 000 евро в год.

## Внутреннее оформление церкви
В церкви Святого Ринальда хранятся многочисленные художественные сокровища, исторические и религиозные ценности. Большинство из этих ценностей были пожертвованы церкви в XV веке советом ганзейского города Дортмунд и богатыми гражданами города. На северной стороне хора находится деревянная скульптура Святого Ринальда. Скульптура благородного покровителя города датируется первой половиной XIV столетия. На другой стороне хора расположена скульптура Карла Великого. Карл Великий держит в руках державу и скипетр. Скульптура была создана в XV столетии.
В 1420 году бельгийским мастером Гакендофером было создано ретабло алтаря с евангельскими сценами. В 1462 году резчиком Германом Брабендером в южной стене хора были выполнены 42 деревянные скульптуры Иисуса, Девы Марии, святых и императоров. Бронзовая фигура гербового орла была отлита в Бельгии в XV веке. Крещальная купель была изготовлена в 1469 году.
Знаменитый орган работы Эберхарда Фридриха Валкера, установленный в 1909 году, был разрушен во время Второй мировой войны. В 1958 году фирма «Walcker» установила новый орган с 72 регистрами и электро-пневматической трактурой.

## Галерея

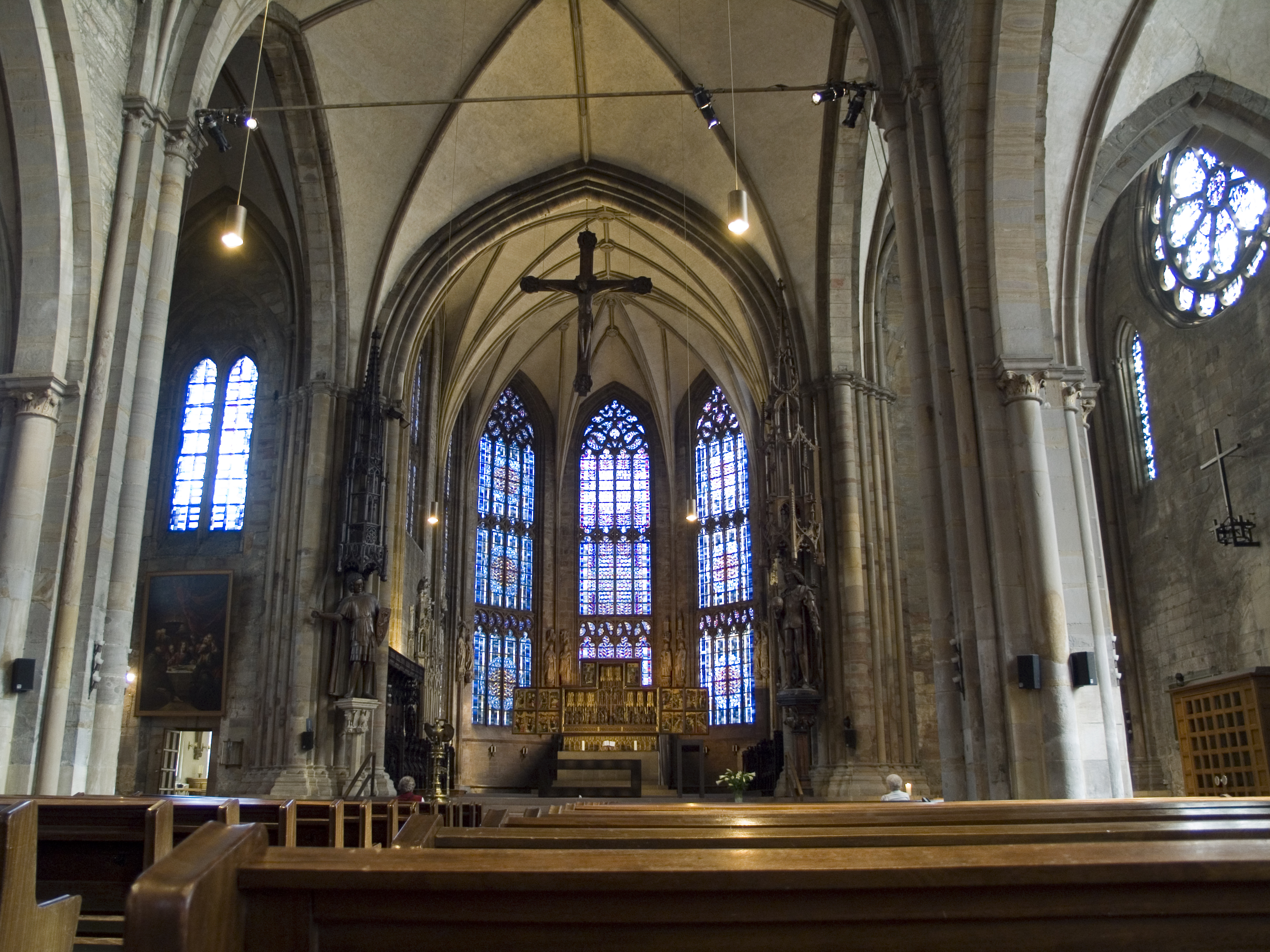
Алтарная часть
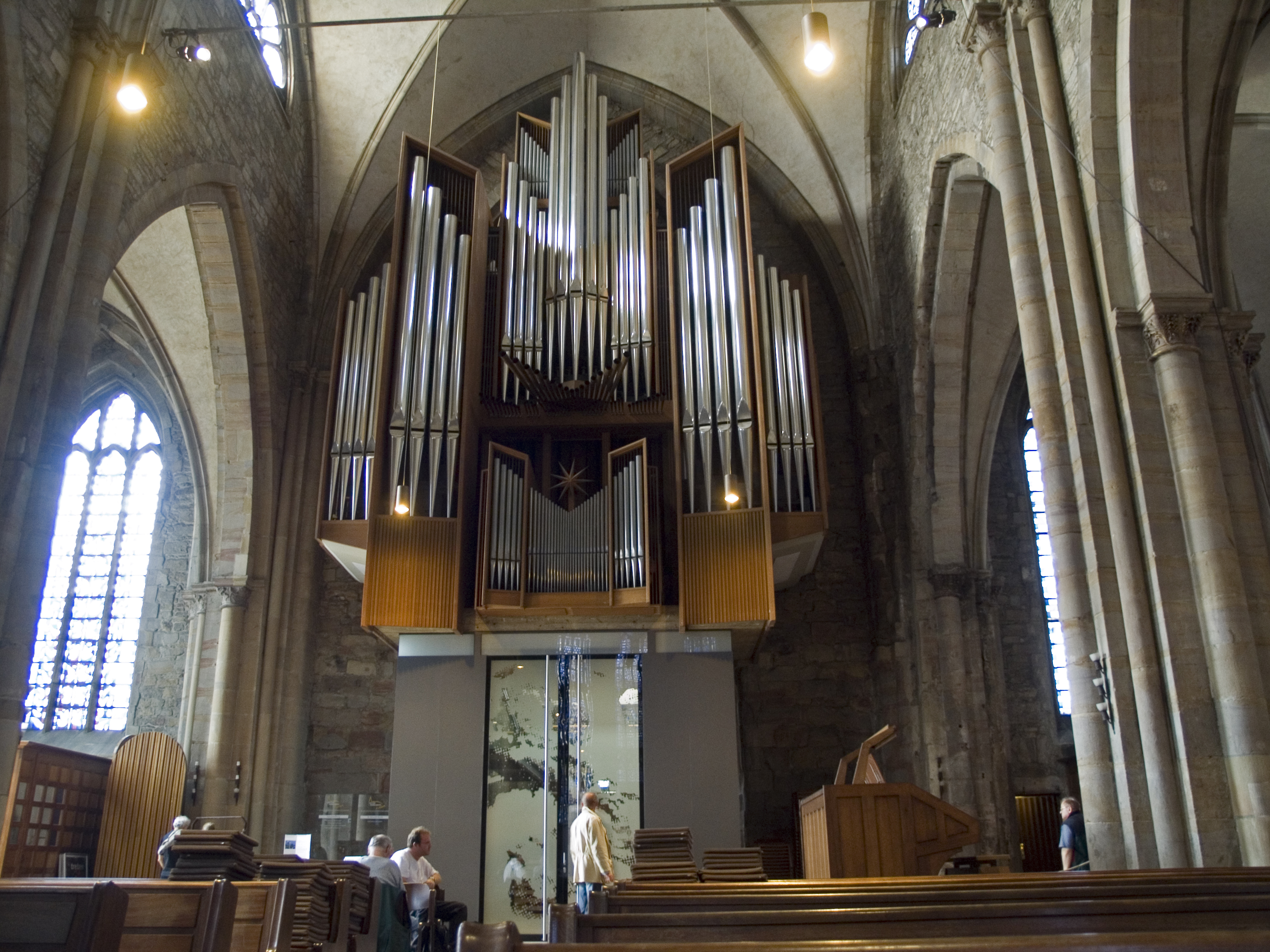
Орган
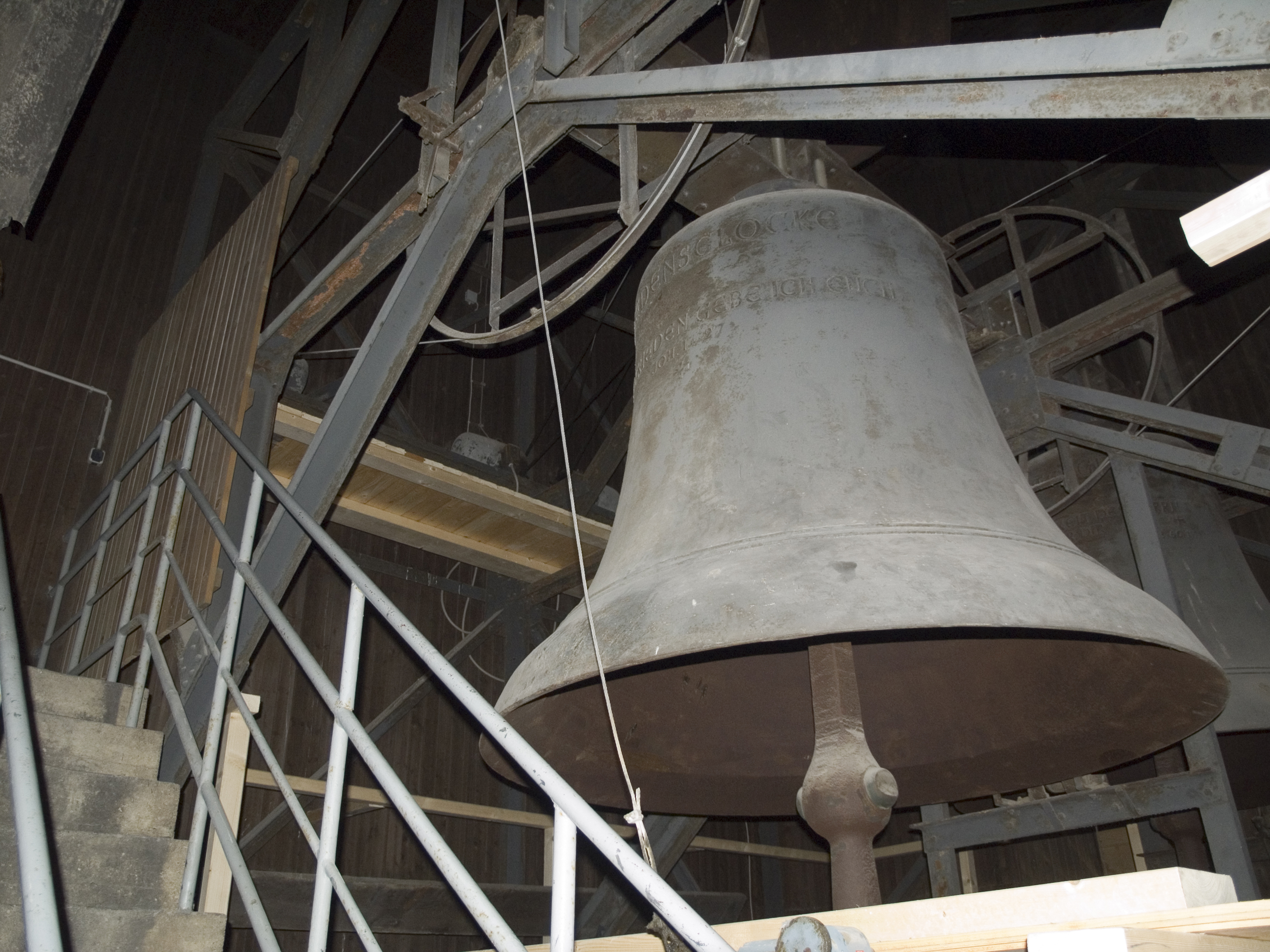
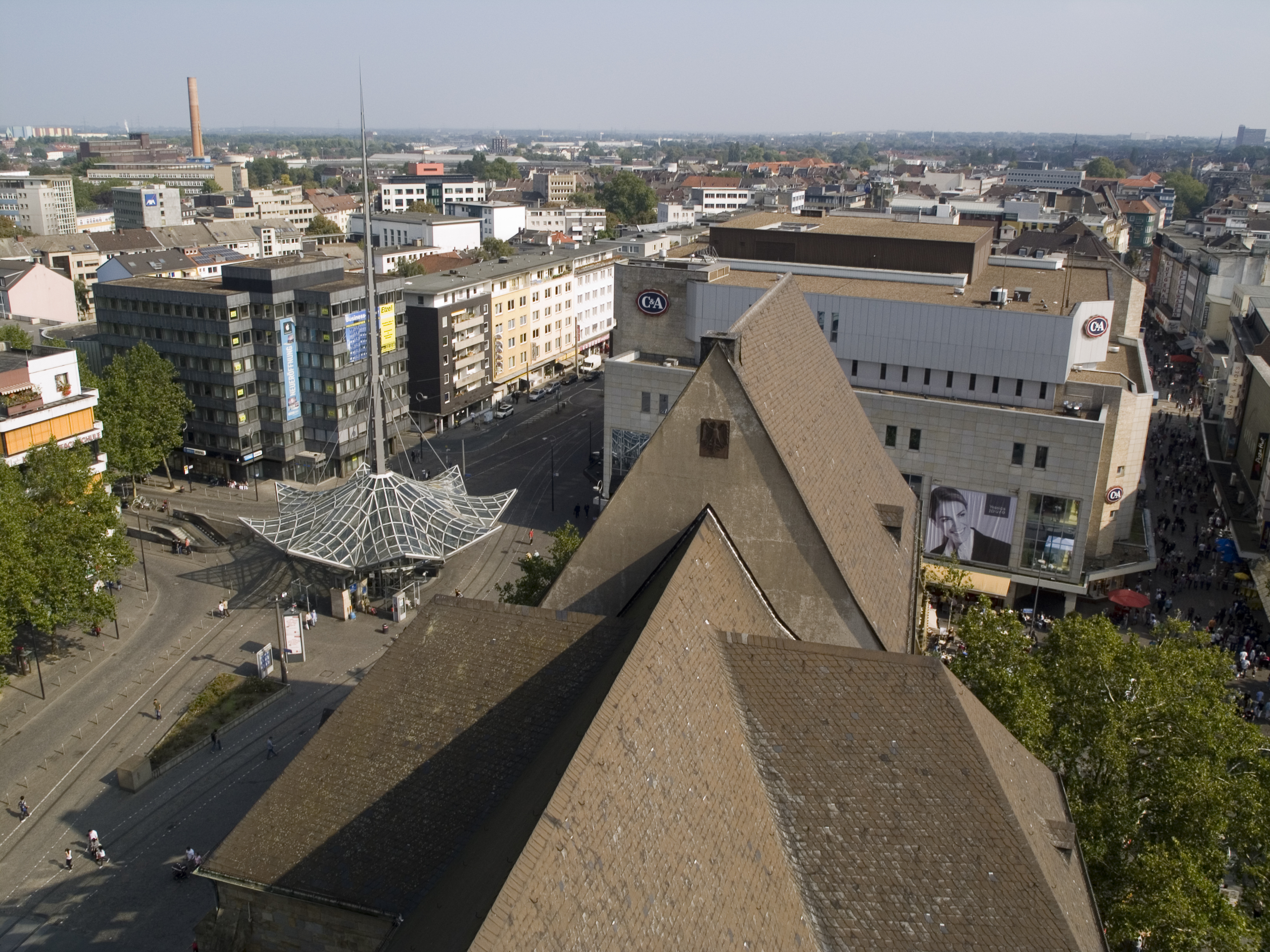
Станция метрополитена Reinoldikirche
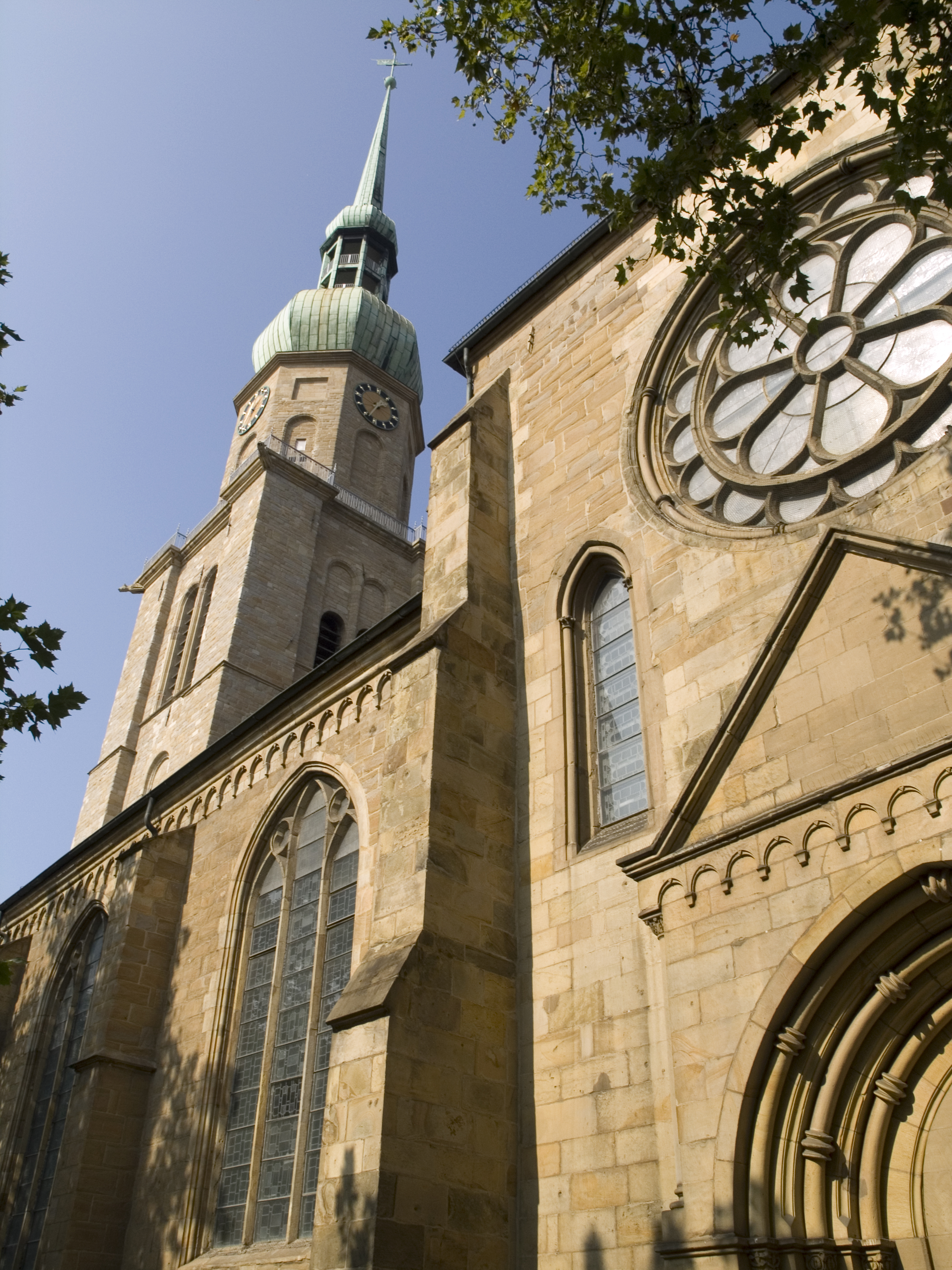
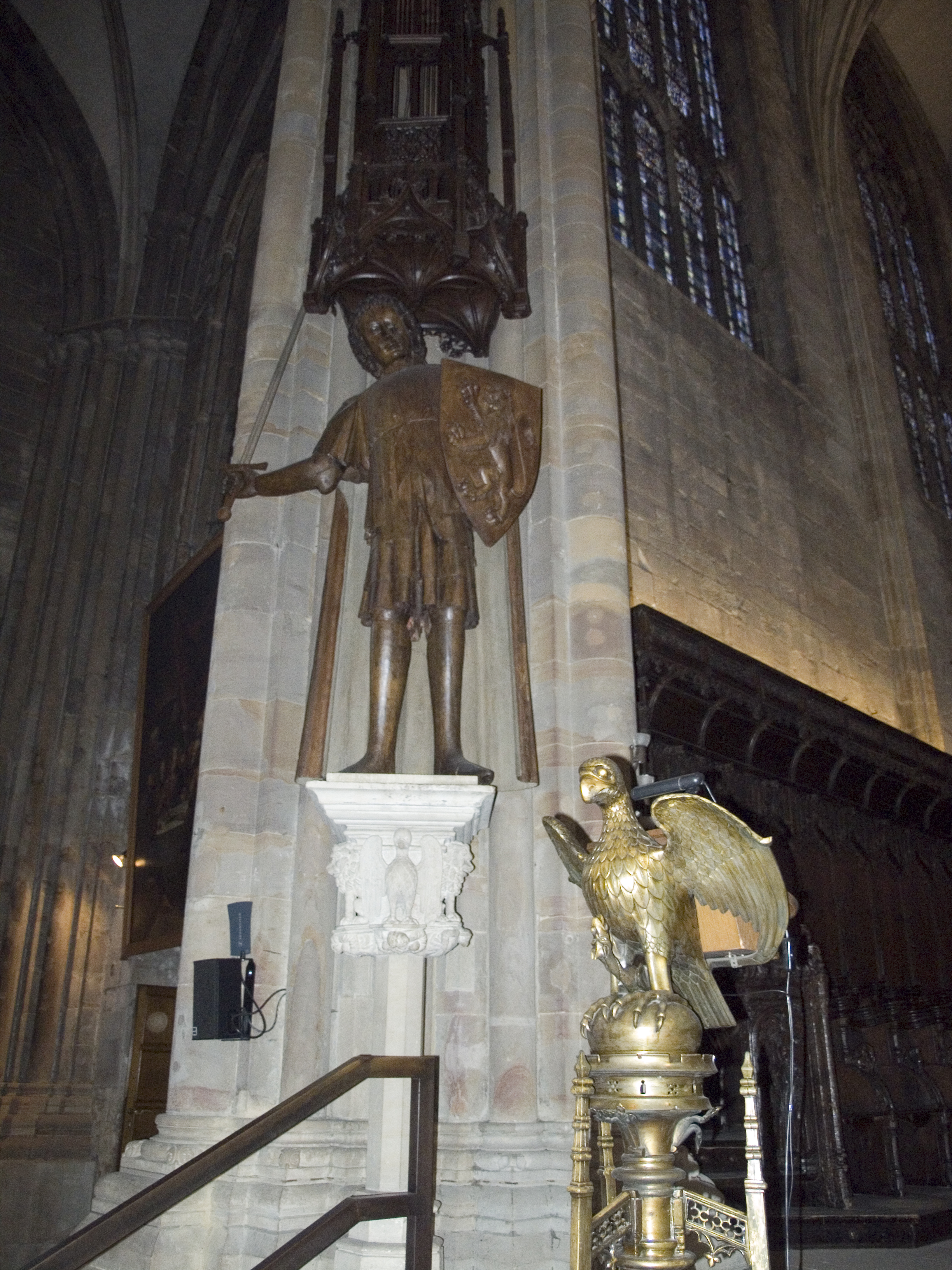
Святой Ринальд
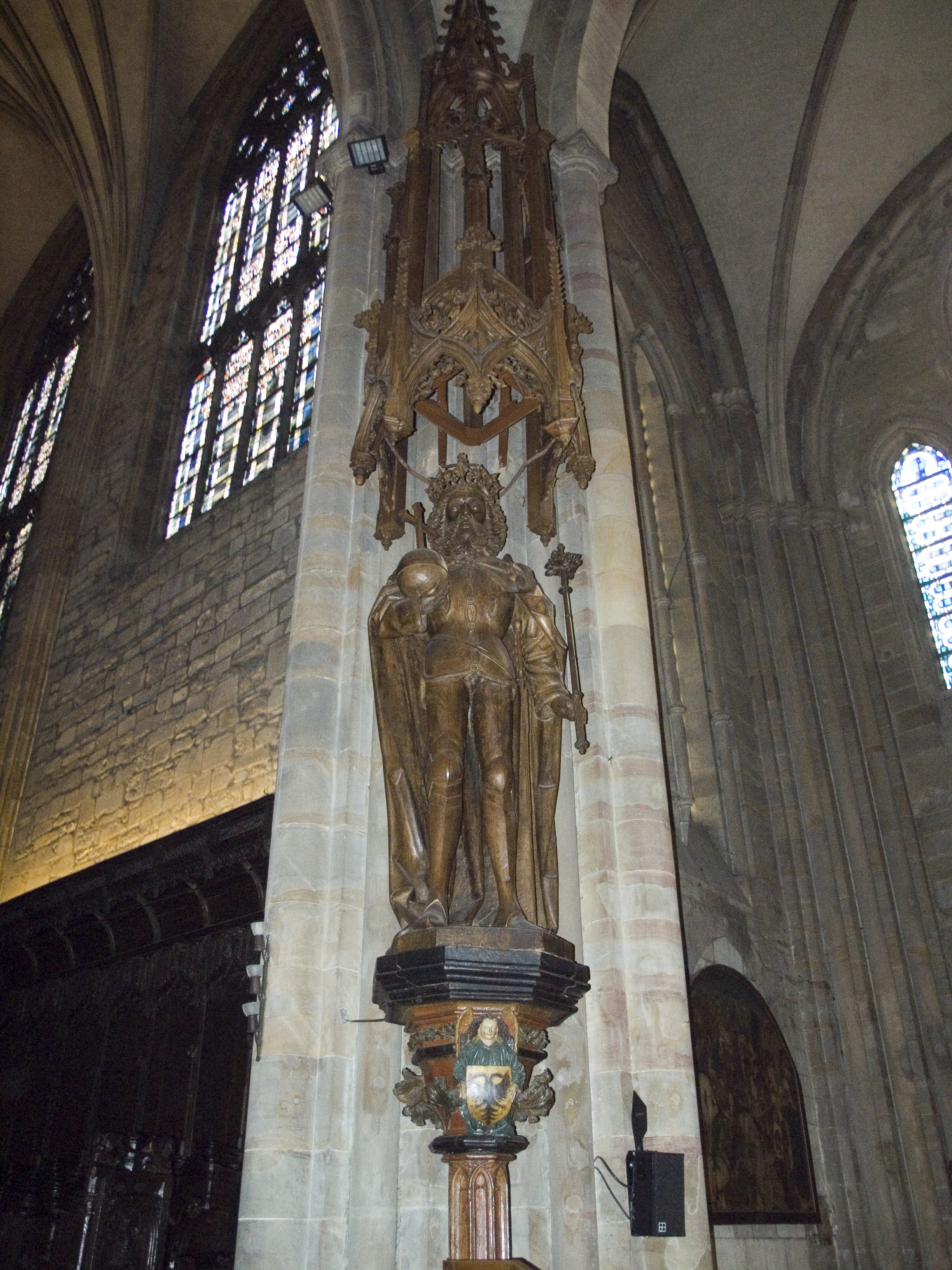
Карл Великий
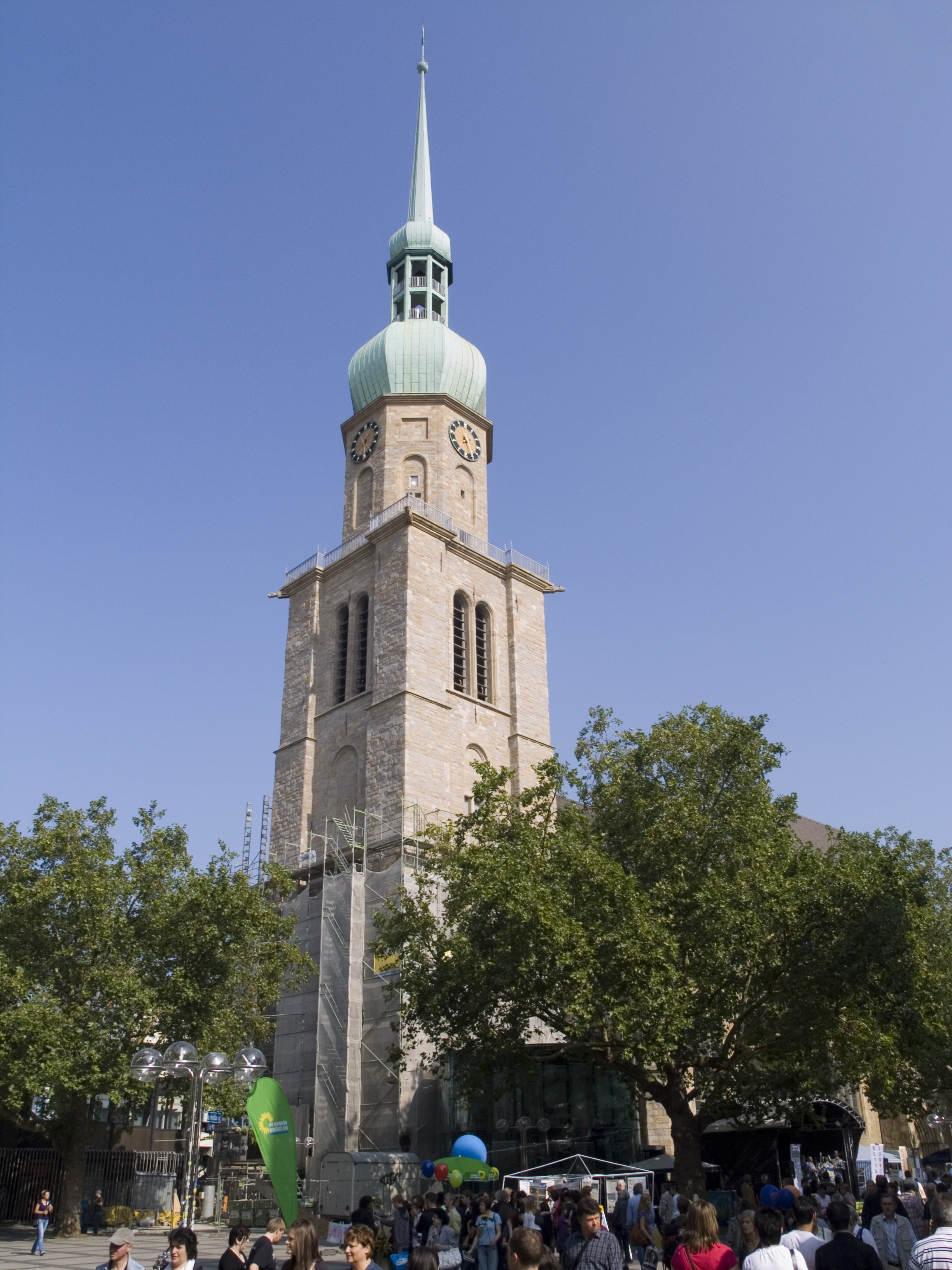
Ремонт колокольной башни (2009 год)

## Виды с колокольной башни

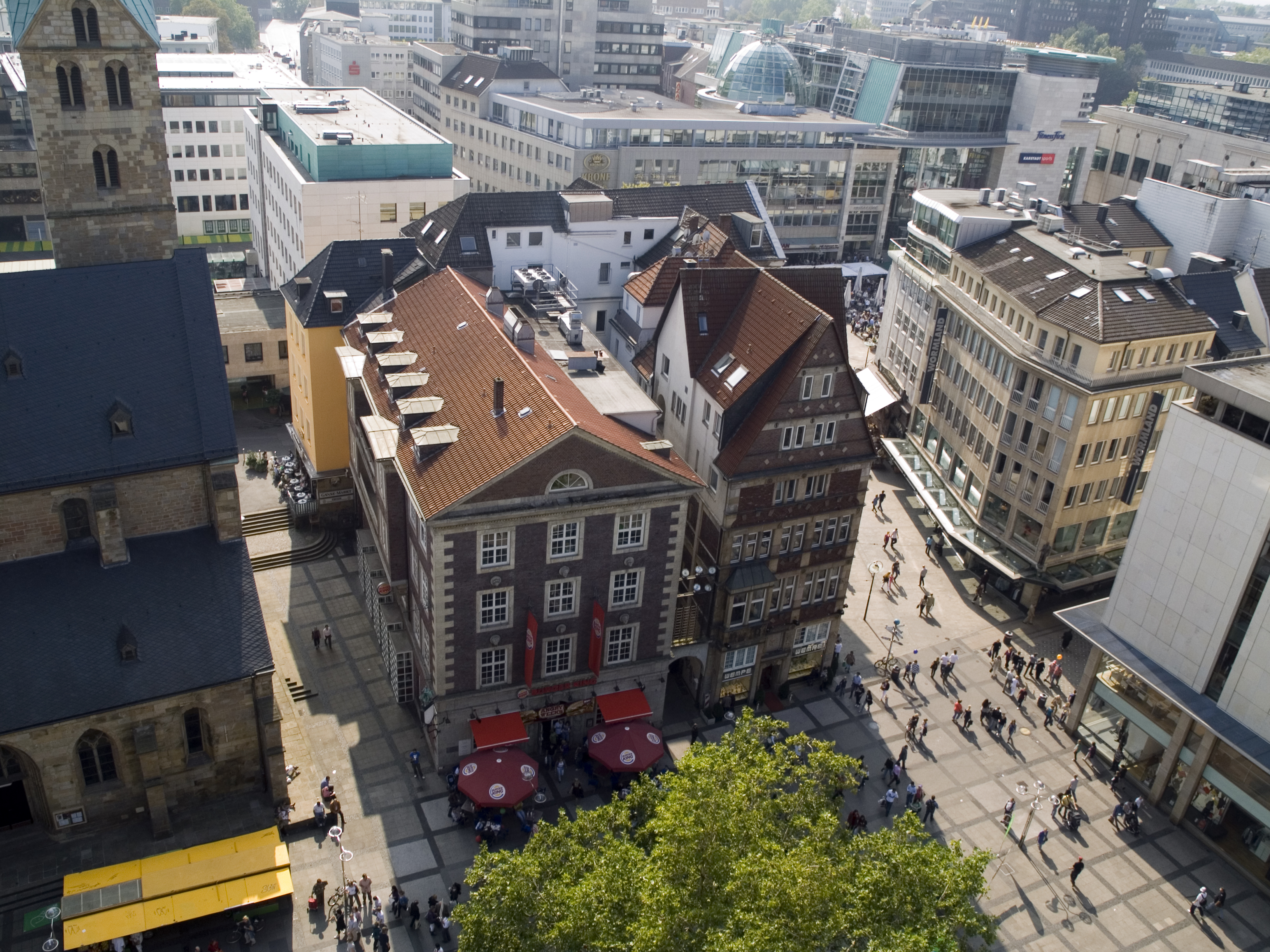
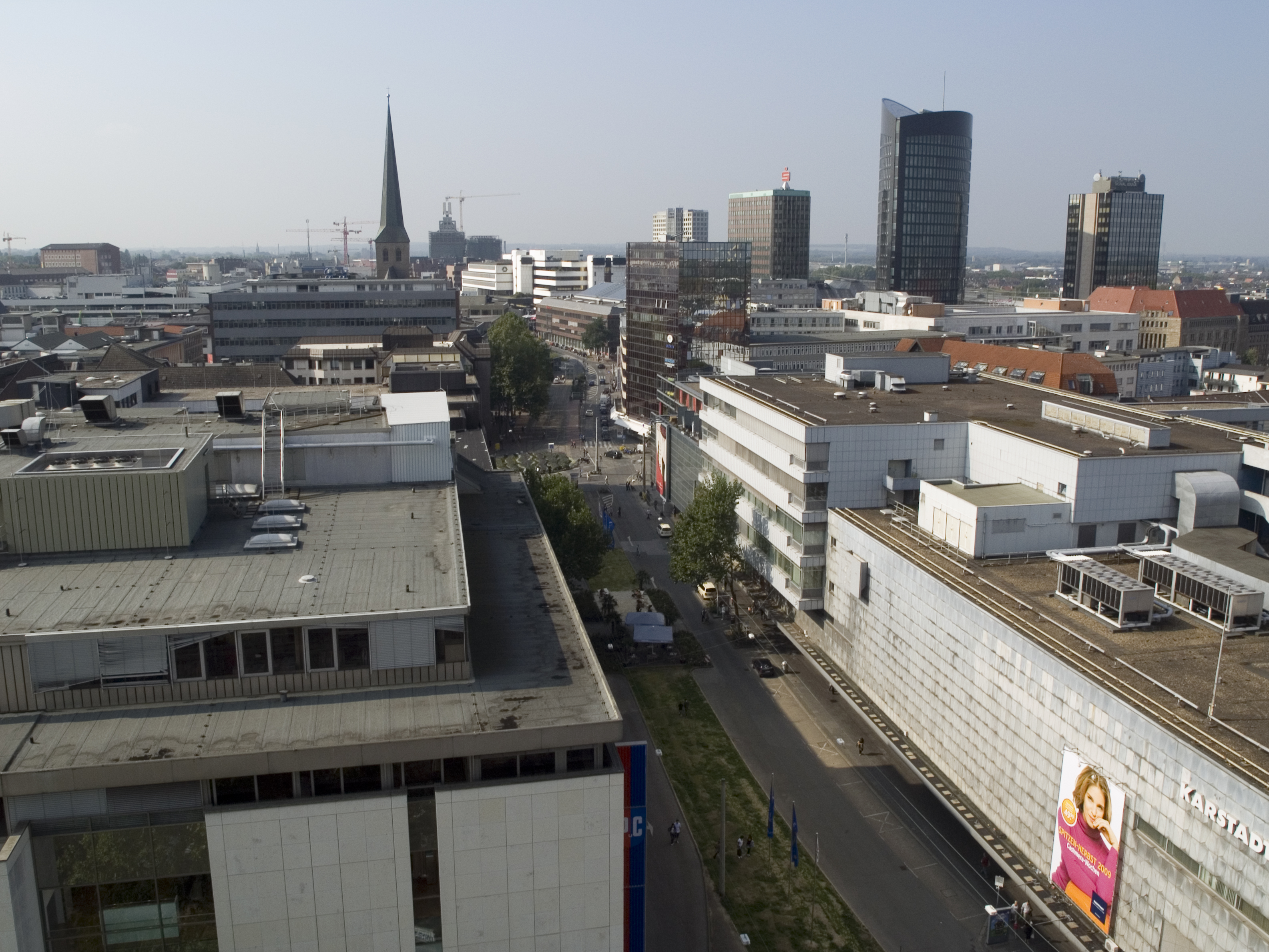
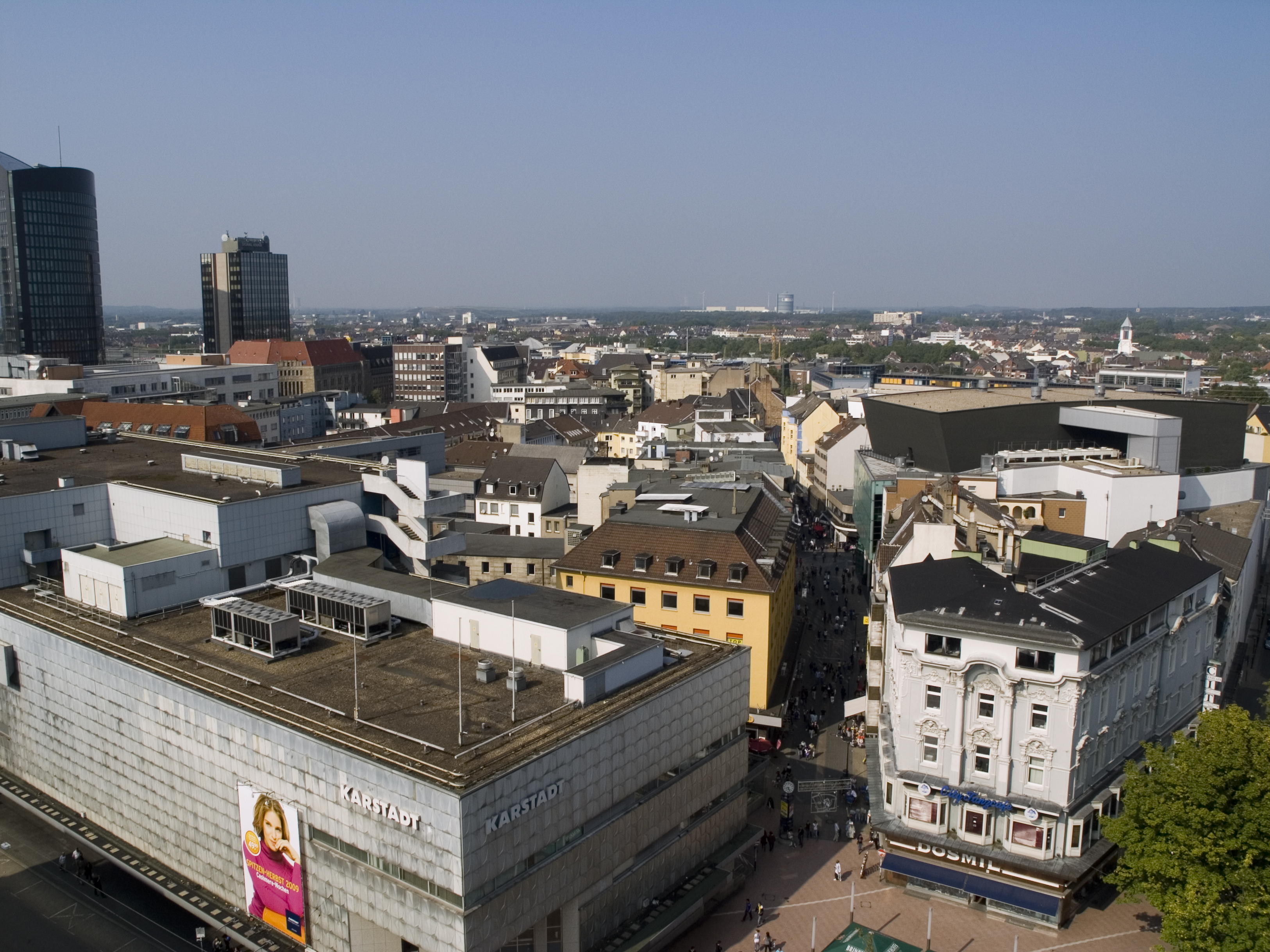
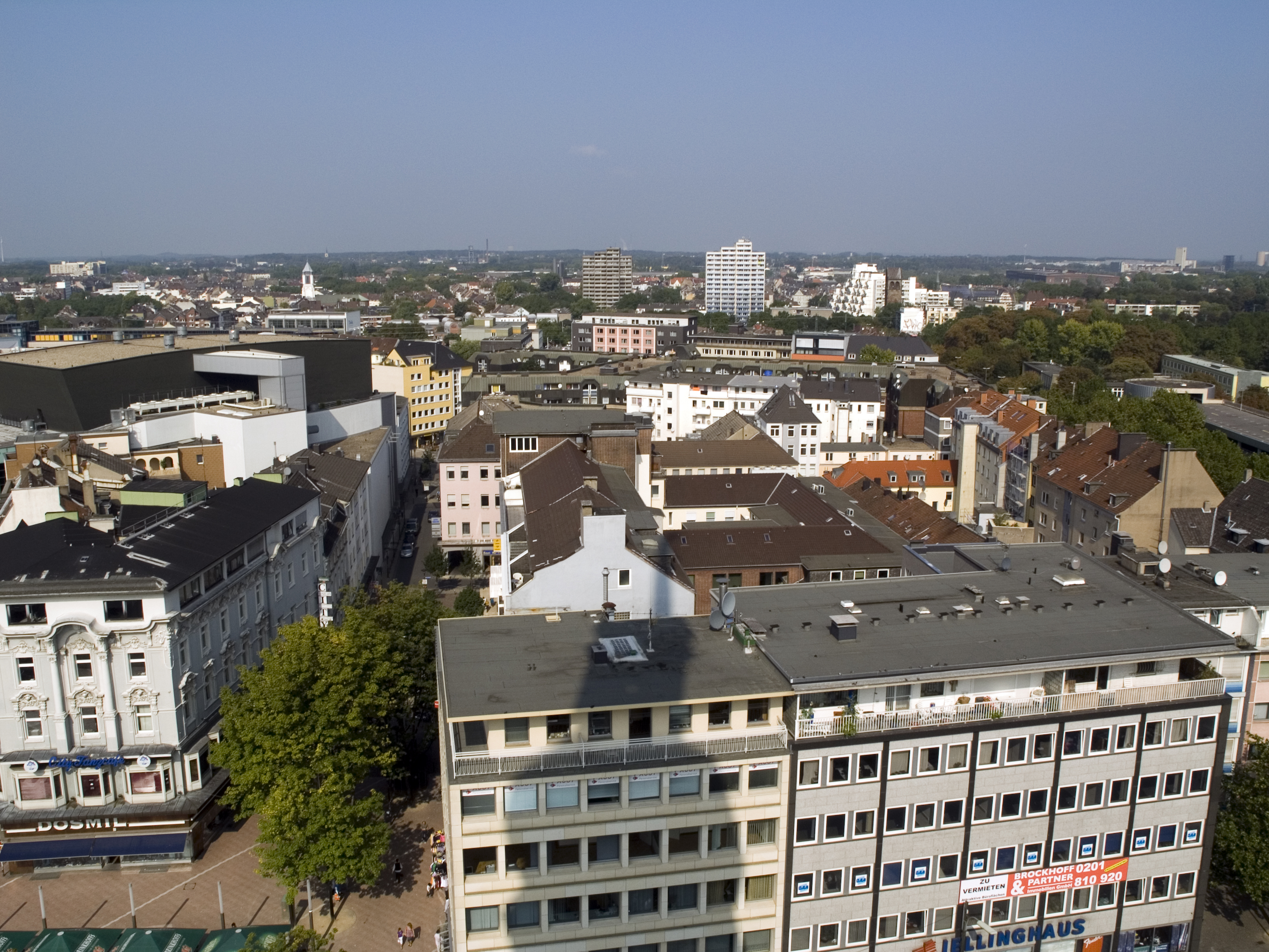